# Nicodemus Tessin den yngre
Nicodemus Tessin den yngre, född 23 maj 1654 i Nyköping, död 10 april 1728 i Stockholm, var en svensk arkitekt och greve. Han är känd som slottsarkitekten bakom Stockholms slott och var en av barockens stora arkitekter i Sverige. Han var Stockholms stadsarkitekt mellan 1681 och 1715. 21 juni 1697 utsågs han till överintendent, 1701 till hovmarskalk, samt 1717 till överstemarskalk. För sina insatser upphöjdes han till friherrlig och grevlig värdighet.

## Biografi
Nicodemus Tessin den yngre föddes i Nyköping som son till Nicodemus Tessin den äldre och Maria Persdotter Swahn. Han bars till dopet av änkedrottning Maria Eleonora. Tessin gick i Tyska skolan i Stockholm där han studerade till arkitekt för fadern. Han visade tidigt begåvning, och blev uppmärksammad för en hyllningsdikt till Karl XI som trycktes. 1664 inskrevs han under Stockholms nation vid Uppsala universitet, där han studerade matematik, franska och italienska, och från 1671 hamnade han under änkedrottning Hedvig Eleonoras beskydd, varför han kunde bege sig till Italien på studieresa 1673.
Till sällskap hade han markis del Monte, och de reste via Tyskland till Verona, samt besökte Rom en längre tid där drottning Kristina ordnade för hans utbildning. Därför fick han studera för Lorenzo Bernini, samt Carlo Fontana och Giovanni Pietro Bellori. Som renässansen krävde fick han utbildning i antikens estetik, i synnerhet den romerska. Han kom tillbaka till Sverige 1678, och hade då en ojämförlig bildning, men sändes ändå till Frankrike och Ludvig XIV tillsammans med diplomaten Daniel Cronström. Från Frankrike fick han impulser och handledning av Charles Le Brun, André Le Nôtre och Jean Bérain. En kort tid vistades han i England hos Karl II där han kom i kontakt med Christopher Wren. Från dessa resor finns flera teckningar bevarade.

Anteckning från resa 1688 med interiörskiss. Dagboken förvaras på Kungliga biblioteket.

År 1680 utnämndes Tessin till ledare för Hedvig Eleonoras byggen samt utsågs till kammarherre. 1687–1688 begav han sig än en gång till Frankrike och Italien, för att hämta inspiration till Drottningholms slotts interiör, då han stiftade bekantskap med Burchard Precht. Resan finns dokumenterad i en dagbok. Han hade vid det laget efterträtt fadern som hov- och slottsarkitekt, och blev därtill stadsarkitekt i Stockholm, den senare befattningen tillsammans med sin halvbror Abraham Winantz. 21 juni 1697 utsågs han till överintendent, 1701 till hovmarskalk, samt 1705 till överstemarskalk. För sina insatser upphöjdes han till friherrlig och grevlig värdighet.
Med tiden tog hans administrativa ambitioner överhanden. 1714 blev han kansler vid Lunds universitet och i samband med detta avträdde han befattningen som stadsarkitekt. Karl XII utnämnde honom till kungligt råd och medlem av Justitierevisionen 1712. Han politiska karriär skaffade honom ovänner, och efter Karl XII:s död anslöt han till holsteinska partiet och ville gå i allians med Ryssland, varför han 1726 hamnade i onåd och avskedades av Fredrik I. Han avled 1728 och fick en enkel begravning i stillhet i Storkyrkan i Stockholm.
Nicodemus Tessin d.y. var far till Carl Gustaf Tessin i sitt första äktenskap med grevinnan Hedvig Eleonora Stenbock. Hon avled 1714 och Tessin gifte om sig 1716 med friherrinnan Maria Barbro Horn af Marienborg, död 1725; hans andra hustru var hovfröken och känd för att ha deltagit i politiska hovintriger.

## Originalritningar

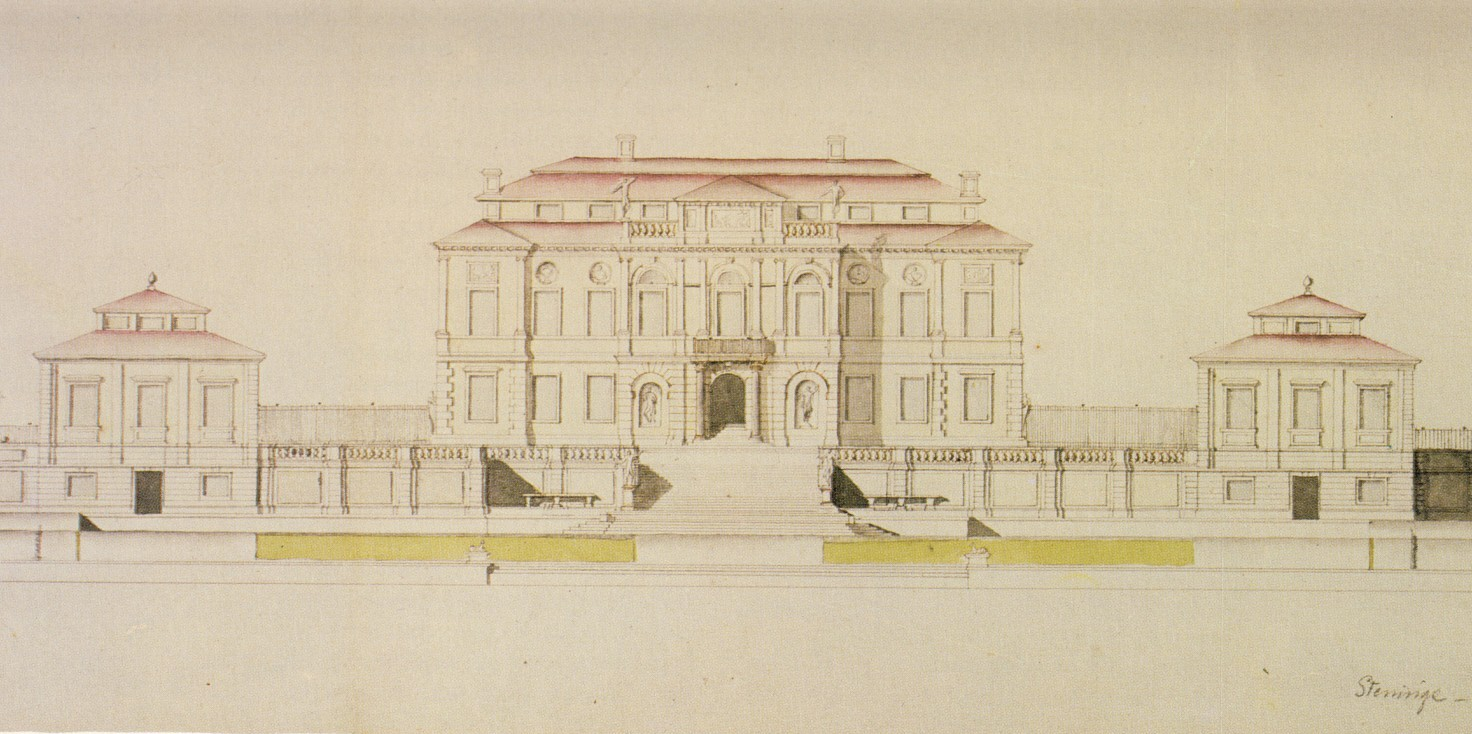
Fasadritning till Steninge Slott
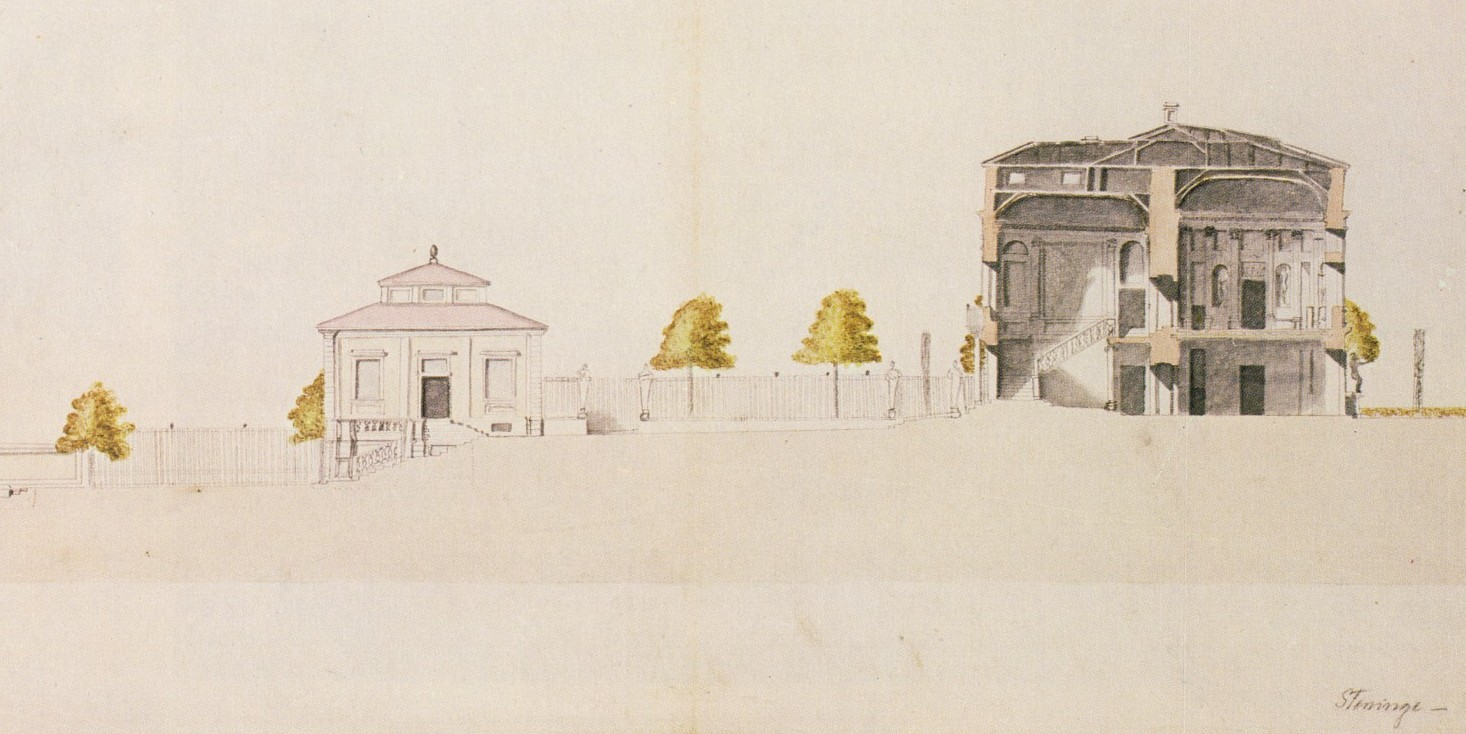
Sektionsritning till Steninge Slott
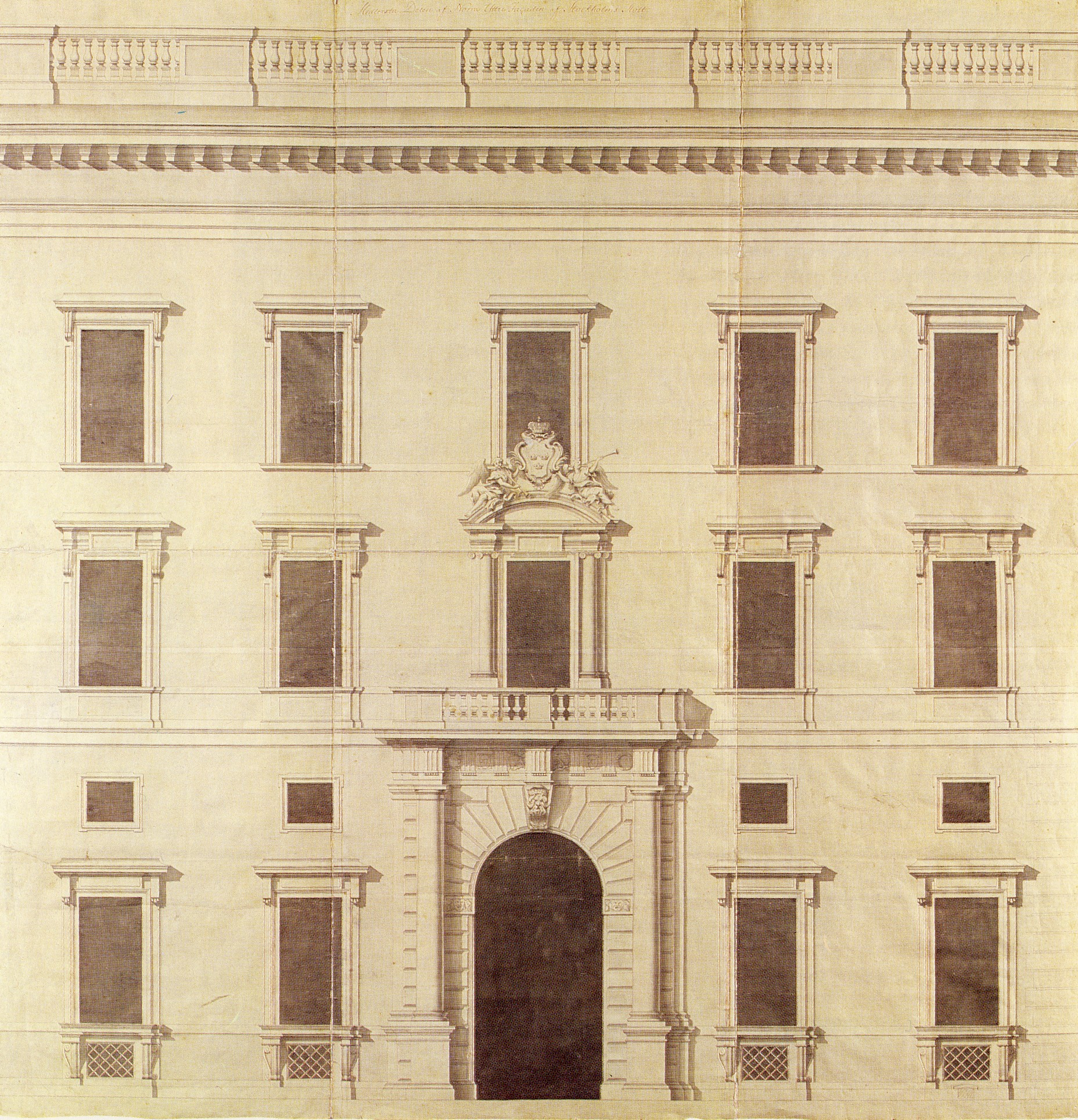
Fasadritning till Stockholms slott
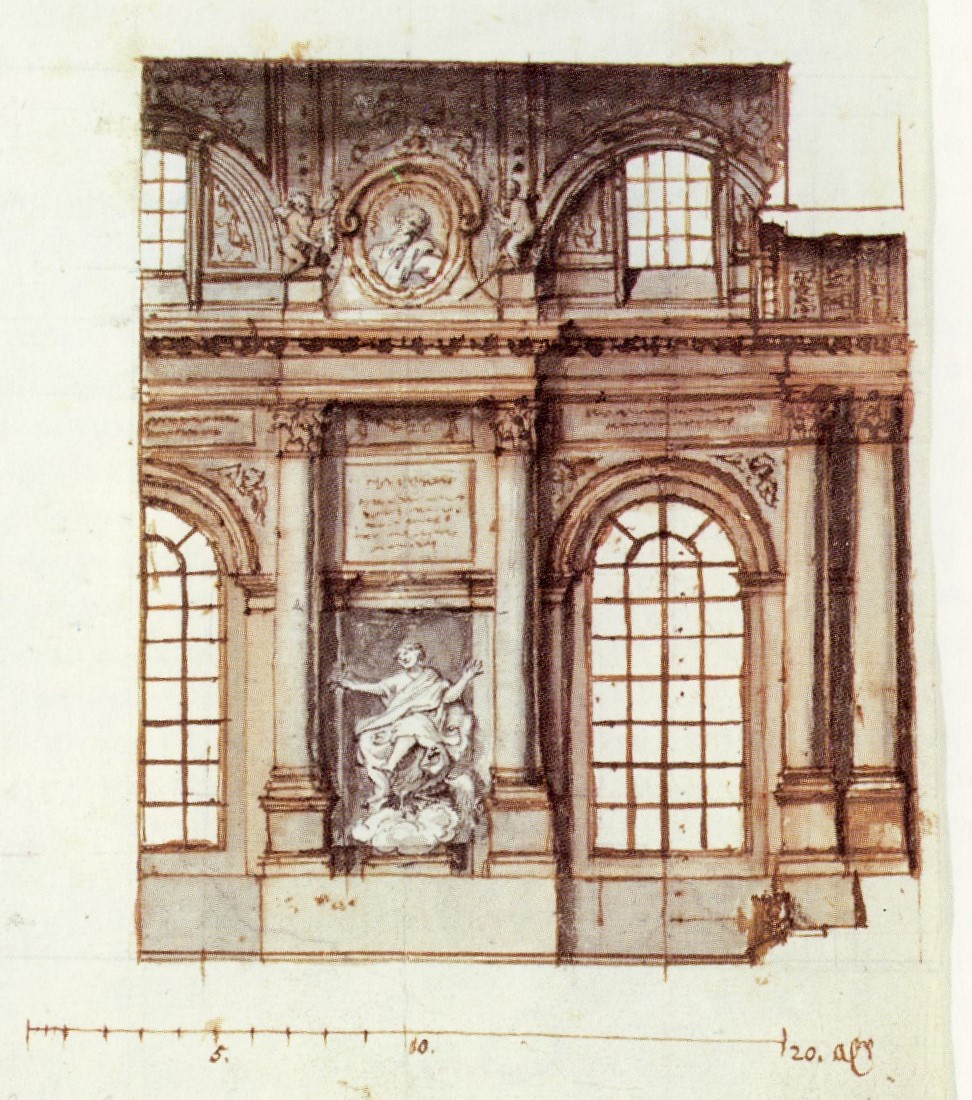
Kungliga slottet, interiör av slottskyrkan

## Verk (urval)
- Slottet Tre Kronor, ombyggnad
- Gottorp slott, Slesvig, Tyskland
- Stockholms slott, dör dock innan slottet står klart. Slottsbygget färdigställs under Tessins medhjälpare Carl Hårleman 1754.
- Södra stadshuset, Stockholm
- Drottningholms slott, inredningen.
- Steninge slott, åt greve Carl Gyllenstierna.
- Sturefors slott, Linköping
- Fredrikskyrkan, Karlskrona
- Tessinska palatset, Stockholm
- Trefaldighetskyrkan, Karlskrona
- Ulrika Eleonora kyrka, Söderhamn
- Kung Karls kyrka, Kungsör
- Västerås domkyrka, tornspira
- Carl Larsson Sparres palats, sannol. revidering av faderns projekt